# Лісненська сільська рада
Лі́сненська сільська́ ра́да — адміністративно-територіальна одиниця та орган місцевого самоврядування в Тарутинському районі Одеської області. Адміністративний центр — село Лісне.

## Загальні відомості
- Територія ради: 126,9 км²
- Населення ради: 1 318 осіб (станом на 2001 рік)

## Населені пункти
Сільській раді підпорядковані населені пункти:
- с. Лісне

## Населення
Згідно з переписом УРСР 1989 року чисельність наявного населення сільської ради становила 2158 осіб, з яких 975 чоловіків та 1183 жінки.
За переписом населення України 2001 року в сільській раді мешкало 1318 осіб.

### Мова
Розподіл населення за рідною мовою за даними перепису 2001 року:
| Мова       | Відсоток |
| ---------- | -------- |
| російська  | 69,80 %  |
| молдовська | 21,32 %  |
| українська | 6,30 %   |
| болгарська | 1,37 %   |
| вірменська | 0,53 %   |
| гагаузька  | 0,46 %   |
| інші       | 0,22 %   |

## Склад ради
Рада складалася з 16 депутатів та голови.
- Голова ради: Глигало Юрій Григорович

### Керівний склад попередніх скликань
| Прізвище, ім'я, по батькові | Основні відомості                                                         | Дата обрання | Дата звільнення |
| --------------------------- | ------------------------------------------------------------------------- | ------------ | --------------- |
| Глигало Юрій Григорович     | Сільський голова, 1961 року народження, освіта вища, безпартійний         | 26.03.2006   | 31.10.2010      |
| Глигало Юрій Григорович     | Сільський голова, 1961 року народження, освіта вища, член Партії регіонів | 31.10.2010   |                 |

Примітка: таблиця складена за даними сайту Верховної Ради України

### Депутати
За результатами місцевих виборів 2010 року депутатами ради стали:

#### За суб'єктами висування
| Суб'єкт висування | Кількість обраних депутатів | %   |
| ----------------- | --------------------------- | --- |
| Партія регіонів   | 16                          | 100 |

#### За округами
| № округу        | Прізвище, ім'я, по батькові         | Дата визнання обраним | Освіта  | Партійна приналежність | Відомості про обраного депутата                                                    |
| --------------- | ----------------------------------- | --------------------- | ------- | ---------------------- | ---------------------------------------------------------------------------------- |
| Партія регіонів |                                     |                       |         |                        |                                                                                    |
| 1               | Храновська Неля Анатоліївна         | 03.11.2010            | вища    | член Партії регіонів   | Лісненське поштове відділення, листоноша                                           |
| 2               | Караджія Лілія Петрівна             | 03.11.2010            | вища    | позапартійна           | Тарутинська ветлікарня, ветеринарний лікар                                         |
| 3               | Погоря Алла Григоріївна             | 03.11.2010            | вища    | член Партії регіонів   | Лісненське поштове відділення, листоноша                                           |
| 4               | Березовський Веніамін Олександрович | 03.11.2010            | середня | позапартійний          | ВАТ «Правда», тракторист                                                           |
| 5               | Гагауз Григорій Григорович          | 03.11.2010            | вища    | позапартійний          | ТОВ «Карпати», завідувач                                                           |
| 6               | Попова Валентина Іванівна           | 03.11.2010            | вища    | позапартійна           | Лісненська сільська рада, спеціаліст                                               |
| 7               | Кайнарян Михайло Леонтійович        | 03.11.2010            | вища    | позапартійний          | тимчасово не працює                                                                |
| 8               | Боянжі Лариса Павлівна              | 03.11.2010            | середня | позапартійна           | тимчасово не працює                                                                |
| 9               | Флорьян Сергій Миколайович          | 03.11.2010            | середня | позапартійний          | ВАТ «Правда», тракторист                                                           |
| 10              | Волощук Олександр Володимирович     | 03.11.2010            | середня | позапартійний          | ТОВ «Карпати», працівник                                                           |
| 11              | Доаге Костянтин Олександрович       | 03.11.2010            | середня | позапартійний          | приватний підприємець                                                              |
| 12              | Котоман Євгенія Герасимівна         | 03.11.2010            | середня | позапартійна           | навчально-виховний комплекс «Загальноосвітня школа І-ІІІ ст.» с. Лісне, вихователь |
| 13              | Мустяце Микола Григорович           | 03.11.2010            | середня | позапартійний          | приватний підприємець                                                              |
| 14              | Писларь Борис Єпифанович            | 03.11.2010            | середня | позапартійний          | тимчасово не працює                                                                |
| 15              | Орлов Леонід Семенович              | 03.11.2010            | вища    | позапартійний          | пенсіонер                                                                          |
| 16              | Волкова Тетяна Максимівна           | 03.11.2010            | вища    | позапартійна           | ТОВ «Карпати», завідувач лабораторії                                               |